# هربرت ويب
هربرت ويب (1 يوليو 1913 في المملكة المتحدة - 7 أغسطس 1947 بسانت ألبانز في المملكة المتحدة) (بالإنجليزية: Herbert Webb)‏ هو لاعب كريكت بريطاني (وحمل سابقاً جنسية المملكة المتحدة لبريطانيا العظمى وأيرلندا). لعب مع المقاطعات الوطنية للكريكيت الإنجليزي والويلزي ‏ وOxfordshire County Cricket Club ‏ ونادي الكريكت في جامعة أكسفورد ‏.

## وصلات خارجية
- هربرت ويب على موقع إي آس بي آن كريك إنفو (الإنجليزية)